# ヘッツレス
ヘッツレス (ドイツ語: Hetzles) は、ドイツ連邦共和国バイエルン州フォルヒハイム郡（オーバーフランケン行政管区）に属す町村（以下、本項では便宜上「町」と記述する）でドルミッツ行政共同体を形成する。この町は、エアランゲンとフォルヒハイムの中間に位置する。

## 地理

### 位置
ヘッツレスは、ニュルンベルク – エアランゲン – フォルヒハイムが形成する三角形の中に位置している。大都市であるニュルンベルクおよびバンベルクへは、いずれも約30kmの距離である。
この町は、ヘッツレス山の麓、フレンキシェ・シュヴァイツの入り口にあたり、『サクランボの里』として知られている。山歩きやサイクリング愛好者には、ヘッツレス山周辺は定番のコースである。

### 自治体の構成
この町は、公式には2つの集落からなる。
- ヘッツレス
- ホニングス

## 歴史
テーブル型のヘッツレス山の麓に、円形の壁と防御施設を持つ集落があった。ここからは、ハルシュタット期やラ＝テーヌ期の出土品が見つかっている。“Hetzilo”（ハインリヒ・フォン・シュヴァインフルト）が集落の名前の由来であると推定される。1109年にヘッツレスは初めて文献上で言及されている。バンベルクの聖ヤーコプス教会が落成した1109年7月25日に、司教オットー1世は、近隣の他の村とともにヘッツレスを聖ヤーコプ修道院に寄贈した。この時に作成された寄贈財産目録 “Testamantumbonorum” 中にヘッツレスの名前が登場する。この中では、ドイツ語で5回、ラテン語で5回登場している。(“cemehezeles - villa hecelonis, curia hecelonis”)

## 紋章
銀と青の横帯からなる基部の上は赤地で、右上から左下に斜めに置かれた銀の司教杖その両側に3つの実を付けたサクランボと銀のアンモナイト。
紋章の中身は以下のような構成である。銀と青の横帯は、14世紀にヘッツレスに居を構えた貴族ブライテンシュタイン家に由来する。司教杖は、ヘッツレス生まれで、1858年から1875年にバンベルク大司教を務めたミヒャエル・フォン・ダインラインを示す。サクランボは『サクランボの里ヘッツレス』を意味し、アンモナイトはヘッツレスから出土する化石である。

## 教会
ヘッツレスはカトリックの村である。村の教会は聖ラウレンティウスに捧げられている。かつての自衛教会は破壊され、その石材から現在の教会が建設された。この村の幼稚園は、この教会の中にある。移住してきた新しい住民にはプロテスタント信者もいるが、彼らのための独自の教会はこの村にはない。

## 首長
首長は、ミヒャエル・バイヤーである。彼は、彼は2020年にフランツ・シュミットラインからこの職を引き継いだ。

## 引用
1. ↑  https://www.statistikdaten.bayern.de/genesis/online?operation=result&code=12411-003r&leerzeilen=false&language=de Genesis-Online-Datenbank des Bayerischen Landesamtes für Statistik Tabelle 12411-003r Fortschreibung des Bevölkerungsstandes: Gemeinden, Stichtag (Einwohnerzahlen auf Grundlage des Zensus 2011)
2. ↑  Bayerische Landesbibliothek Online